# 石田五郎
石田 五郎（いしだ ごろう、1924年〈昭和9年〉2月21日 - 1992年〈平成4年〉7月27日）は、日本の天文学者・文筆家。理学博士（東京大学・論文博士・1978年）。元東京大学教授。
萩原雄祐に師事。自称・二世天文屋。但し、石田にとって初代の天文屋とは野尻抱影のことであり、決して学問上の恩師である萩原のことではない。
東京天文台（三鷹市）に1年、かつて麻布狸穴町にあった東京大学理学部天文学教室に9年、東京大学東京天文台（現：国立天文台）岡山天体物理観測所に24年勤務した。
天文学者である一方で、歌舞伎や能などの日本伝統芸能・文学・美術・音楽などの広い分野に造詣が深く、『天文台日記』をはじめとする一般向け書籍を多く上梓した文筆家としても知られる。

## 略歴
東京府東京市下谷区上野（現・東京都台東区上野）に生まれる。生家は商家であった。第二東京市立中学校 卒業。浦和高等学校 (旧制) 卒業。1948年、東京大学（旧制）理学部天文学科卒業。
1949年、東京大学助手。1960年1月15日、同年10月の開所を控えた東京大学附属東京天文台 岡山天体物理観測所に現地責任者として赴任。1964年、東京大学助教授。1972年、東京大学附属東京天文台 岡山天体物理観測所 副所長。
1978年、学位論文「A study on the radial velocity variation of the possible ternary system mu Draconis (ADS10345) （三重連星らしいμDra (ADS10345) の視線速度変化についての研究）」により、理学博士（東京大学）。
1984年、東京大学教授に就任するが、同年4月に定年退官。1986年、東洋大学文学部教授。
1992年7月27日、急性心不全のため死去。68歳没。

## 著書
- 『星の歳時記』（文藝春秋新社） 1958、のち筑摩書房 ちくま文庫 1991
- 『星空が語る宇宙の話』（筑摩書房、新中学生全集） 1959
- 『星と星座』（あかね書房、少年少女宇宙の科学） 1964
- 『天文台日記』（筑摩書房、ちくま少年図書館） 1972、のち中央公論新社 中公文庫[注釈 1] 2004 ※ 電子書籍版あり
- 『星のものしり入門百科：星ものがたり』（講談社、少年少女講談社文庫） 1975、のち講談社青い鳥文庫 1984
- 『天文まんげ鏡』（東京書籍、東書選書） 1982
- 『天文屋渡世』（筑摩書房） 1988、のちみすず書房 大人の本棚 2011
- 『野尻抱影：聞書 ”星の文人” 伝』（リブロポート、シリーズ民間日本学者） 1989
  - のち改題『星の文人：野尻抱影伝』（中央公論新社、中公文庫） 2019 ※ 電子書籍版あり

### 共著
- 『ちからのつく地学』（大塚明郎, 黒田新市共著、国土社、中学生の学習文庫） 1958
- 『かに星雲の話』（大谷浩ほか共著、中央公論社、自然選書） 1973
- 『岡山の天文気象』（佐橋謙共著、日本文教出版、岡山文庫） 1980

## 翻訳
- 『天文學の歩み』（ポール・クーデール、白水社、文庫クセジュ） 1952
- 『望遠鏡なしの天文学』（ピュール・ルソー、白水社、文庫クセジュ） 1954
- 『宇宙』（ポール・クーデール、白水社、文庫クセジュ） 1956
- 『新しい宇宙観 4次元宇宙とブラックホール』（R・M・ウォルド、秀潤社） 1982